# Obrigação de Negociar Acesso ao Oceano Pacífico (Bolívia versus Chile)
Obrigação de Negociar Acesso ao Oceano Pacífico (Bolívia versus Chile) foi um processo internacional internacional julgado perante a Corte Internacional de Justiça, no qual o Estado Plurinacional da Bolívia demandava que o tribunal forçasse a República do Chile a negociar a restauração do acesso boliviano ao Oceano Pacífico, o qual foi perdido em consequência da Guerra do Pacífico em 1883. A corte acabou por negar o pedido boliviano em 2018, decidindo que o Chile não se encontrava de tal maneira obrigado.

## Contexto

Mapa exibindo as mudanças da fronteira em 1879 em consequência da Guerra do Pacífico, com o território disputado em preto.

Quando a Bolívia conseguiu sua independência do Império Espanhol em 1825, controlava a região do Deserto de Atacama, possuindo assim acesso direto ao Oceano Pacífico. Por causa de disputas pelo controle e auferição dos impostos dos recursos naturais, a Bolívia e Peru foram à guerra com o Chile em 1879. Durante a consequente Guerra do Pacífico, a Bolívia acabou perdendo território para o Chile, incluindo sua costa marítima/litoral; a guerra acabou com os Tratado de Ancón e Tratado de Valparaíso.
No Tratado de Ancón, Chile e Peru concordaram que a definição quem controlaria o território se daria através de um plebiscito e que nenhum dos dois Estados poderiam ceder parte do território contestado para nações terceiras sem o consentimento de ambos. No Tratado de Valparaíso, Bolívia e Chile concordaram que Chile temporariamente administraria o território tomado da Bolívia, e que seria resguardado à Bolívia o direito de livre acesso e comércio nos portos chilenos. Em 1895, Chile e Bolívia negociaram o Tratado de Transferência de Territórios, pelo qual o Chile venderia as regiões de Tacna e Arica para a Bolívia. No entanto, o tratado nunca foi implementado, porque os congressos de ambos os países não o aprovaram. No Tratado de Paz e Amizade de 1904, Bolívia e Chile pactuaram que a região de Antofagasta, território tomado pelo Chile durante a guerra, permaneceria sob controle do Chile em troca do apoio financeiro chileno na construção de uma estrada de ferro entre Arica e a capital La Paz. Além, à Bolívia seria garantido o direito de livre comércio nos portos do Chile, com a permissão de instalações aduaneiras.
Desde o tratado, a Bolívia tentou obter alguma forma de acesso soberano ao Oceano Pacífico, e ambas as nações participaram em negociações ocasionais na tentativa de resolver a questão. Em 1920, diplomatas dos dois países se encontraram em La Paz. Nessa reunião, os representantes chilenos disseram que estavam "dispostos a ver a Bolívia adquirir seu próprio acesso ao mar, cedendo a eles uma importante parte da zona ao norte de Arica e da linha ferroviária que está dentro dos territórios, sujeito ao plebiscito estipulado no Tratado de Ancón." Em 1926, Miguel Cruchaga, o embaixador chileno para os Estados Unidos, discutiu a possibilidade de dividir o território disputado entre Bolívia, Chile e Peru com Frank B. Kellogg, o secretário de estado americano. Depois disso, a Bolívia buscou ainda a resolução da contenda na Liga das Nações, apesar das objeções do Chile, que preferia uma solução através de negociações unilaterais. Em 1950, os dois países concordaram em entrar em negociações formais. No entanto, em vez disso, eles discutiram melhorias no arranjo atual. No começo da década de 1960, ambos os países novamente buscaram negociações, as quais entretanto acabaram não acontecendo. Em 1975 e 1976, Chile e Bolívia concordaram numa troca territorial com o Acordo de Charanã, o que no entanto precisava, segundo os termos do Tratado de Ancón, exigir a aprovação do Peru. Ao invés, o Peru propôs uma área de soberania compartilhada entre os três países, o que foi por sua vez rejeitado tanto pelo Chile quanto pela Bolívia. Em 1978, a Bolívia cortou as relações diplomáticas com o Chile, como resultado da falta de progresso nas negociações. Desde 1978, os dois países não mantêm relações diplomáticas completas, mantendo relações apenas no nível consular. Outras tentativas de negociar a questão foram tentadas em anos recentes, em vários âmbitos diferentes.
O acesso ao Oceano Pacífico é uma questão contenciosa há muito tempo na política boliviana. Apesar de não possuir território marítimo, a Bolívia ainda mantém uma marinha, fundada em 1963, e os bolivianos celebram anualmente o Día del Mar. O presidente boliviano Evo Morales fez do acesso ao oceano uma questão chave da sua administração. A questão foi também usada em sua campanha reeleitoral. Quando o Papa Francisco visitou a Bolívia em 2015, ele pediu o dialogo entre as duas nações, dizendo "O diálogo é indispensável. Em vez de erguer muros, precisamos construir pontes."

## Processo e argumentos
Em 2013 a Bolívia suspendeu as negociações correntes e apresentou a petição contra o Chile na Corte Internacional de Justiça (CIJ). Na petição, a Bolívia pedia que a CIJ declarasse que o Chile estava sob a obrigação de negociar com a Bolívia para conceder à Bolívia acesso soberano ao mar. Em 2014, o Chile, apresentou suas exceções preliminares à jurisdição da corte, citando o Artigo VI do Pacto de Bogotá, o qual proíbe processos na CIJ em questões acertadas anteriores a 1948, quando o tratado foi estabelecido. O Chile argumentou que o Tratado de Paz e Amizade de 1904 resolvia todas as questões pendentes sobre a fronteira,e que, embora a Bolívia tivesse direito de acesso não soberano através do território chileno, não tinha direito de acesso soberano. A Bolívia alegou que a questão era uma obrigação independente do tratado. CO Chile rebateu que a questão era de soberania territorial. Segundo Zach Kleiman, a decisão sobre a exceção preliminar seria determinada pela definição do objeto do caso. Em 24 de setembro de 2015, o tribunal considerou que tinha competência para julgar o caso, rejeitando a exceção preliminar do Chile, e concluindo que o caso dizia respeito a uma obrigação distinta daquela do Tratado de Paz e Amizade. O tribunal também diminuiu o escopo da reclamação, limitando-a apenas à obrigação de negociar sem especificar o objetivo. O juiz Gaja se posicionou contrário à opinião majoritário, e, em voto separado, propos que matérias previamente acertadas poderiam ainda ser objeto de lígio por ações subsequentes. Ele ainda afirmou que uma determinação sobre esta questão não seria apropriada na fase preliminar.
A Bolívia argumentava que ambos os países encontravam-se obrigados a negociar por suas declarações prévias, baseando parte de seus argumentos nos precedentes da CIJ, incluindo casos como Plataforma Continental do Mar Egeu (Grécia v. Turquia) e Delimitação Marítima e Questões Territoriais (Qatar v. Bahrain). A Bolívia também argumentou que tinha direito ao acesso costeiro por causa dos efeitos econômicos prejudiciais de não ter litoral. Zach Kleiman observou que o comércio, tanto de exportação quanto originário da Bolívia, é muito mais lento e caro se comparado com o comércio equivalente chileno, sendo os custos logísticos bolivianos 31% mais caros que a média regional. Ele também apontou que em casos anteriores, como Templo de Preah Vihear (Camboja v. Tailândia) e Testes Nucleares (Nova Zelândia v. França), a corte estabeleceu que é possível a criação de obrigações através de atos oficiais unilaterais.

## Decisão e resultados
No domingo anterior a divulgação da sentença, bispos católicos de ambos países urgiram seus congregantes a aceitar a decisão da corte.  Na espera do resultado, bolivianos reuniram-se em espaços públicos em todo o país para assistir a leitura da sentença em grandes telas erguidas para este proposito. Na sentença de 1º de outubro de 2018, uma maioria de dozes juízes determinou que o Chile não estava obrigado a negociar com a Bolívia o acesso ao Oceano Pacífico, rejeitando a demanda boliviana em todos os seus oito argumentos. Ainda, a corte não decidiu sobre qual nação controlava legitimamente o território disputado. O tribunal concluiu que em nenhuma das declarações ou ações de qualquer um dos países eles demonstraram a intenção de construir obrigações jurídicas pelas quais estariam agora vinculados. Alonso Dunkelberg sugeriu que a corte deu a vitória ao Chile para evitar criar o precedente pelo qual "a passagem do tempo em conflitos antigos e improdutivos pode mudar a maneira como certos termos tradicionalemte são lidos." Ele ainda sugeriu que a Bolívia também poderia ter apresentado queixas sobre as violações chilenas do Tratado de Paz e Amizade, como haviam feito anteriormente na Associação Latino-Americana de Integração (ALADI), e levantou a possibilidade da Bolívia negociar com o Peru, que havia concordado anteriormente com tratados que expandem os direitos da Bolívia ao comércio na costa peruana. Os votos dos juízes da Corte Internacional de Justiça foram os seguintes:
| Juiz                     | País de origem | Decisão   | Notas                              |
| ------------------------ | -------------- | --------- | ---------------------------------- |
| Abdulqawi Ahmed Yusuf    | Somália        | A favor   | Presidente da CIJ                  |
| Xue Hanqin               | China          | A favor   | Vice-presidente da CIJ             |
| Hisashi Owada            | Japão          | A favor   |                                    |
| Peter Tomka              | Eslováquia     | A favor   |                                    |
| Ronny Abraham            | França         | A favor   |                                    |
| Mohamed Bennouna         | Marrocos       | A favor   |                                    |
| Antônio Cançado Trindade | Brasil         | A favor   |                                    |
| Joan Donoghue            | Estados Unidos | A favor   |                                    |
| Giorgio Gaja             | Itália         | A favor   |                                    |
| Julia Sebutinde          | Uganda         | A favor   |                                    |
| Dalveer Bhandari         | Índia          | A favor   |                                    |
| James Crawford           | Austrália      | A favor   |                                    |
| Kirill Gevorgian         | Rússia         | A favor   |                                    |
| Patrick Lipton Robinson  | Jamaica        | En contra |                                    |
| Nawaf Salam              | Líbano         | En contra |                                    |
| Yves Daudet              | França         | En contra | Juiz ad-hoc designado pela Bolívia |
| Donald McRae             | Canadá         | A favor   | Juiz ad-hoc designado pelo Chile   |

Apesar do tribunal decidir contrariamente à Bolívia, o presidente da corte Abdulqawi Yusuf declarou que a decisão "não deve ser entendida como impedimento às partes de continuar seu diálogo e trocas, em espirito de boa vizinhança, para abordar as questões relacionadas com a situação de encravamento da Bolívia, solução para a qual ambos reconheceram ser de interesse mútuo." Evo Morales interpretou tal comentário como um "pedido pela continuação do diálogo" e prometeu que a Bolívia "jamais desistirá" da sua busca pelo acesso ao Oceano Pacífico. Na sua resposta à decisão, Sebastián Piñera, então presidente do Chile, afirmou que Morales "nos fez perder cinco anos que poderiam ter sido melhor gastos na construção de uma relação saudável entre os dois países." Ele também elogiou a decisão da corte, declarando que "A corte fez justiça e colocou as coisas nos seus devidos lugares, estabelecendo clara e categoricamente que o Chile nunca foi obrigado a negociar uma saída maritima."
Depois da decisão, Morales continuou os esforços para manter conversas com o Chile. A Bolívia também planeja diminuir sua dependência de portos chilenos deslocando o comércio para portos peruanos.